# K-LIST
K-LIST는 경기방송의 라디오 방송 프로그램이다. 가요 전문 프로그램이며 새벽 2시부터 새벽 4시까지 2시간 동안 진행자 없이 음악으로만 방송된다. 방송구성은 경기방송의 새벽시간에 방송되는 새벽다방과 가요 1번지와 같다.
| KFM 경기방송       |                     |                     |
| 이전               | K-LIST              | 다음                |
| 이세나의 감성터치  | K-LIST              | 가요 1번지          |
| 밤 12시 ~ 새벽 2시 | 새벽 2시 ~ 새벽 4시 | 새벽 4시 ~ 새벽 5시 |
|                    |                     |                     |